# 沃洛德米里夫卡 (沃洛德米里夫卡長老區)
47°35′23″N 30°52′40″E / 47.58972°N 30.87778°E
沃洛德米里夫卡（羅馬化：Volodymyrivka）是烏克蘭南部尼古拉耶夫州沃茲涅先斯克區多馬尼夫卡市鎮的村落。面積2.04平方公里，海拔高度132米，2001年人口688，人口密度每平方公里337.3人。